# Понтескодоња (Парма)
Понтескодоња је насеље у Италији у округу Парма, региону Емилија-Ромања.
Према процени из 2011. у насељу је живело 283 становника. Насеље се налази на надморској висини од 115 м.